# Хетагуров, Ярослав Афанасьевич
Яросла́в Афана́сьевич Хетагу́ров (12 мая 1926, Владикавказ, СССР — 12 февраля 2021, Москва) — выдающийся советский и российский учёный в области информационно-управляющих систем и цифровой вычислительной техники, педагог, профессор, доктор технических наук.

## Биография
Родился 12 мая 1926 года в городе Владикавказ, Северо-Кавказский край (Северная Осетия). Учился в музыкальной школе по классу виолончели.
В 1944 году окончил Тбилисский авиационный техникум.
В 1954 году окончил МГТУ имени Баумана. Во время учёбы в университете брал частные уроки игры на виолончели у профессора Московской консерватории Семёна Козолупова.
С 1955 года преподавал в МИФИ. С 1957 года — кандидат, а с 1964 — доктор технических наук. С 1967 года — профессор МИФИ. Организовал две кафедры в МИФИ.
В 1968 году назначен главным конструктором серии фазовых радионавигационных систем «Альфа», установленных на подводных лодках проектов 701, 602, 667Б, 667БД, работающих с ракетным комплексом Д9.
В 1974 году за участие в создании подводной лодки проекта 667Б (ракетный подводный крейсер стратегического назначения) присуждена Ленинская премия.
В 1978 году назначен главным конструктором системы «Альт» — корабельной цифровой вычислительной системы ракетного комплекса Д19 системы «Тайфун», установленной на подводной лодке проекта 941 «Акула».
В 1982 году присуждена премия Совета Министров СССР.
Умер 12 февраля 2021 года в Москве.

## Проектно-конструкторская деятельность
- В 1958—1961 гг. — создание ламповой вычислительной машины МИФИ;
- В 1958—1962 гг. — первая отечественная специализированная вычислительная машина 5Э89 «Курс-1», предназначенная для работы в системе ПВО СССР (выпускалась до 1990 года);
- 1960 г. — первая отечественная система цифрового программного управления антенной дальней космической связи АДУ-1000 — «Кадр» (за эту работу присуждён орден Ленина);
- 1976 г. — система «Атолл» корабельной цифровой вычислительной системы для работы с комплексом Д9ДР на подводной лодке проекта 667БДР «Кальмар»;
- 1977 г. — цифровая система управления стрельбой «Акация» (предназначалась для выработки данных для стрельбы крылатыми стратегическими ракетами «Гранат» с подводных лодок и кораблей).

## Издания, публикации
- Повышение надежности цифровых устройств методами избыточного кодирования. М. : Энергия, 1974. — 271 с.
- Практические методы построения надежных цифровых систем: проектирование, производство, эксплуатация. М. : Высш. шк., 2008. — 154, с.
- Проектирование автоматизированных систем обработки информации и управления (АСОИУ). М. : БИНОМ. Лаб. знаний, 2015. — 240 с.

## Награды
- Орден Ленина (1960) — за создание системы цифрового программного управления «Кадр» наведением больших антенн (антенны дальнего участка) АДУ-1000 Центра дальней космической связи.
- Орден Октябрьской Революции (1978) — за значительный вклад в создание морских стратегических ядерных сил.
- Орден Дружбы[2]
- Ленинская премия (1974) — за создание вычислительной техники для стратегической подводной лодки проекта 667Б
- Премия Совета Министров СССР (1982) — за разработку и внедрение СКП ЭВМ МИФИ
- Премия Министерства высшего и среднего специального образования СССР (1986) — за проектирование аппаратно-программных средств видеотерминальных комплексов